# IC 4676
IC 4676 ist eine Spiralgalaxie vom Hubble-Typ S im Sternbild Ophiuchus am Nordsternhimmel. Sie ist schätzungsweise 352 Millionen Lichtjahre von der Milchstraße entfernt.
Das Objekt wurde von Edward Emerson Barnard entdeckt.